# Либурнский язык
Либурнский язык — исчезнувший язык древнего народа либурнов, населявших Либурнию (ныне западное побережье Хорватии) во времена классической античности. Относится к кентумным индоевропейским языкам. Ведутся дискуссии о его родстве с венетским языком (см. ниже).

## Ономастика

### Антропонимы
Типичная для иллирийцев именная форма — личное имя + патроним — редка среди либурнов. Гораздо большее распространение среди них получила римская трёхчленная форма (преномен, родовое имя, когномен: Caius Julius Caesar).
Двучленное имя (личное имя + фамилия) было распространено на юге Либурнии, а трёхчленное — на всей прочей территории, например: Avita Suioca Vesclevesis, Velsouna Suioca Vesclevesis f(ilia), Avita Aquillia L(uci) f(ilia), Volsouna Oplica Pl(a)etoris f(ilia), Vendo Verica Triti f(ilius).
Большинство приведенных ниже имён неизвестны среди восточных и южных соседей либурнов — таких, как далматы и др., и в то же время обнаруживают немалое сходство с венетскими именами.
- Acaica
- Aetor
- Avitus (муж.), Avita (жен.)
- Boninus
- Cliticus
- Colatina
- Curticus
- Darmo
- Dumma
- Hosp(olis)
- Hostiducis (родительный падеж)
- Hostiices
- Lambicus
- Malavicus
- Marica
- Menda
- Moicus
- Oclatinus
- Oeplus
- Opia
- Opiavus
- Oplus
- Plaetor, род. Plaetoris. Среди венетов встречается в форме Plaetorius; среди иллирийцев как Plator, род. Platoris. Засвидетельствована форма Pletor в надписи близ Любляны, Словения.
- Patalius
- Recus
- Suioca
- Tarnis
- Toruca
- Trosius
- Turus
- Vadica
- Velsouna (жен.)
- Viniocus
- Volaesa
- Volscus
- Volsetis (род. падеж)
- Volso
- Volsonus
- Volsounus (муж.), Volsouna (жен.)
- Volsus
- Voltimesis (род. падеж)
- Vol(l)tis(s)a
- Zupricus

Нижеследующие имена — исключительно либурнские, хотя одно из них (Buzetius) также засвидетельствовано у соседних яподов на севере и северо-востоке:
- Aeia
- Barcinus
- Buzetius
- Caminis (род. падеж)
- Ceunus
- Clausus
- Granp (…). Засвидетельствовано только в сокращённой форме.
- Iaefus
- Lastimeis (род. падеж?)
- Mamaester
- Pasinus
- Picusus
- Tetenus
- Vesclevesis (род. падеж). Установлена этимология: начальный элемент Ves- из ПИЕ *wesu-, «хороший»; второй элемент -cleves- (суффикс род. пад. -is) из ПИЕ *kleu-, «слышать».
- Virno

### Теонимы
- Anzotica (либурнская Венера).